# 155 (số)
155 (một trăm năm mươi lăm) là một số tự nhiên ngay sau 154 và ngay trước 156.